# パラモーター

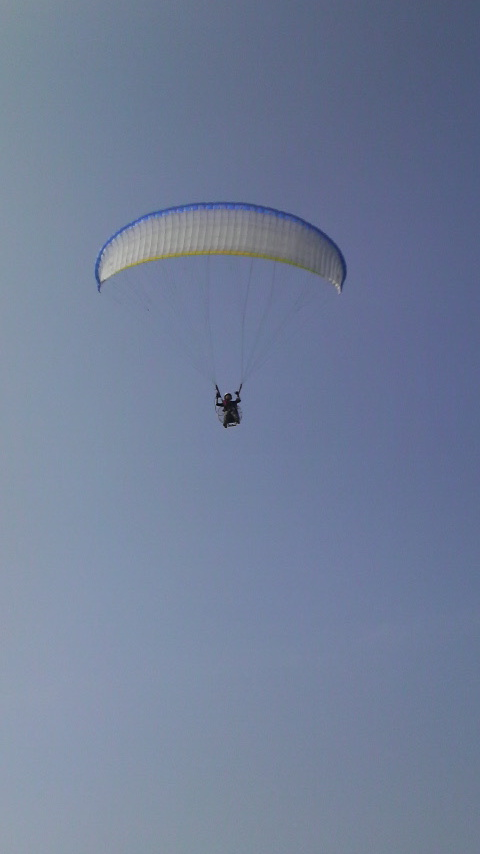
飛行中のパラモーター

パラモーターは、パラグライダーのハーネス部分にエンジンユニットを背負い、推力を得て飛行するスカイスポーツである。

## 名称と団体
- モーターパラグライダー(MPG)は、社団法人日本ハング・パラグライディング連盟(JHF)が主に使用している名称で「モーパラ」などとして、もっとも親しまれている名称。
- パラモーター(PARAMOTOR)は、世界選手権や雑誌パラワールド、日本パラモーター協会(JMLから2007年4月に独立した旧フットランチド部会)などが使用している名称。
- パワードパラグライダー(PPG)は、NPO法人日本マイクロライト航空連盟(JML)が、かつて主に使用していた名称。
- FAI 国際航空連盟の規約により、国際大会、各国の大会でのルールが統合されている。
  - そこでのパラモーターの正式な名称はPARAMOTORS FOOT LAUNCHED

## 機体、構造

### グライダー
パラグライダー用のものを使用することも可能だが、迎角が最良ではない。そのため、パラモーター専用の機体や、調整によりパラグライダーと共用できるものもある。

### エンジンユニット
排気量60ccから250ccのエンジンに、直径90cmから130cmの2枚ないし3枚のプロペラを取り付けたものが多く、更にプロペラの巻き込みを防止するガードと、人が背負う為のハーネスからなる。重さは乾燥重量でおよそ14kgから28kgのものが多いが、フライト中はグライダーに吊られている為に、重さを感じることは無い。価格は70 - 100万円程度。
60cc - 80ccの小型エンジンはクラッチがついているものが多い。
クラッチが付いている事で、アクセルレバーを離すとプロペラが停止し、普通に着陸が可能である。
ある程度アクセルレバーを引くとエンジンと直結になるように設計されているので摩擦は発生していない。
女性や高齢者は小型エンジンをつけている人が多い。

### 計器
- タコメーター：エンジン用の回転数計
- アルチ・バリオメーター：アルチメーター(高度計)とバリオメーター(昇降計)の機能をもつ計器
- 携帯型GPS
- 無線機

### 安全装備
- 緊急パラシュート(落下傘)
- ライフセーバー(着水時用ライフジャケット)
  - パラモーターの死亡事故の殆どは、着水による溺死であることから、前出の両協会は水辺でのフライトにはライフセーバーの着用を呼びかけている。

## 航空機との違い
パラモーターはパラグライダーに補助動力を取り付けて飛行しているという考えのもと、航空法での航空機にはあたらない。しかし、着陸装置（車輪、ソリ、フロート等）を備えたものはパラシュート型の超軽量動力機（マイクロライト機）となり、準航空機の扱いとなり、飛行には航空局の飛行許可書が必要。

### 制約
上記の通り航空局の飛行許可書は必要ないものでも、航空管制内での無許可フライトは航空法違反となる。航空機の進入路の高度制限、市街地での高度制限、警備上でのフライト自粛など様々な制限もあり、好き勝手に飛んで良いという物でない。また、主に騒音は低空飛行では問題となるため、飛行地域の住民への配慮が必要とされる。
しかしながら、パラグライダーとは違い、管理エリア以外でも物理的に飛べるため、立ち入り禁止場所や公園から無許可で離着陸する者が横行し、問題になっている地域もある。

## 技能証
免許証は無いが、独自に技能を習得し飛行することは大変危険である。日本ハング・パラグライディング連盟や日本パラモーター協会に加盟したスクールで講習があり、それぞれ技能証を発行している。

## パラモーター世界記録
FAI（国際航空連盟) 認定
パラグライダー1人乗り世界記録
- 高度

```
 男性 	7 589 m	   2009-09-19	Ramon Morillas Salmeron スペイン 使用機材 PAP TEAM MOTOR VR 200/  Advance SIGMA
 女性	6 250 m    2013-10-08	Karen Skinner スペイン 使用機材 PAP TEAM MOTOR POLINI 200 / NIVIUK PPG  KOUGER
```

- 無着陸直線距離

```
 男性  1105.0 km   2007-04-23	Ramón Morillas Salmeron スペイン 使用機材 PAP TEAM MOTOR ROS 1450  / Advance Omega 7
 女性   440.9 km   2009-10-27	Karen Skinner スペイン  使用機材 PAP TEAM MOTOR ROS100 /DUDEK NUCLEON 27
```

- クローバースラローム

```
  男性33.18sec   2013-11-15	Alexandre Mateos フランス 使用機材   MACFLY  POLINI THOR200  /Ozone Slalom 19
  女性43.7sec  2012-08-29	Emilia Plak ポーランド 使用機材 PAP TEAM MOTOR PA125 / OZONE SPEEDSTAR 19
```

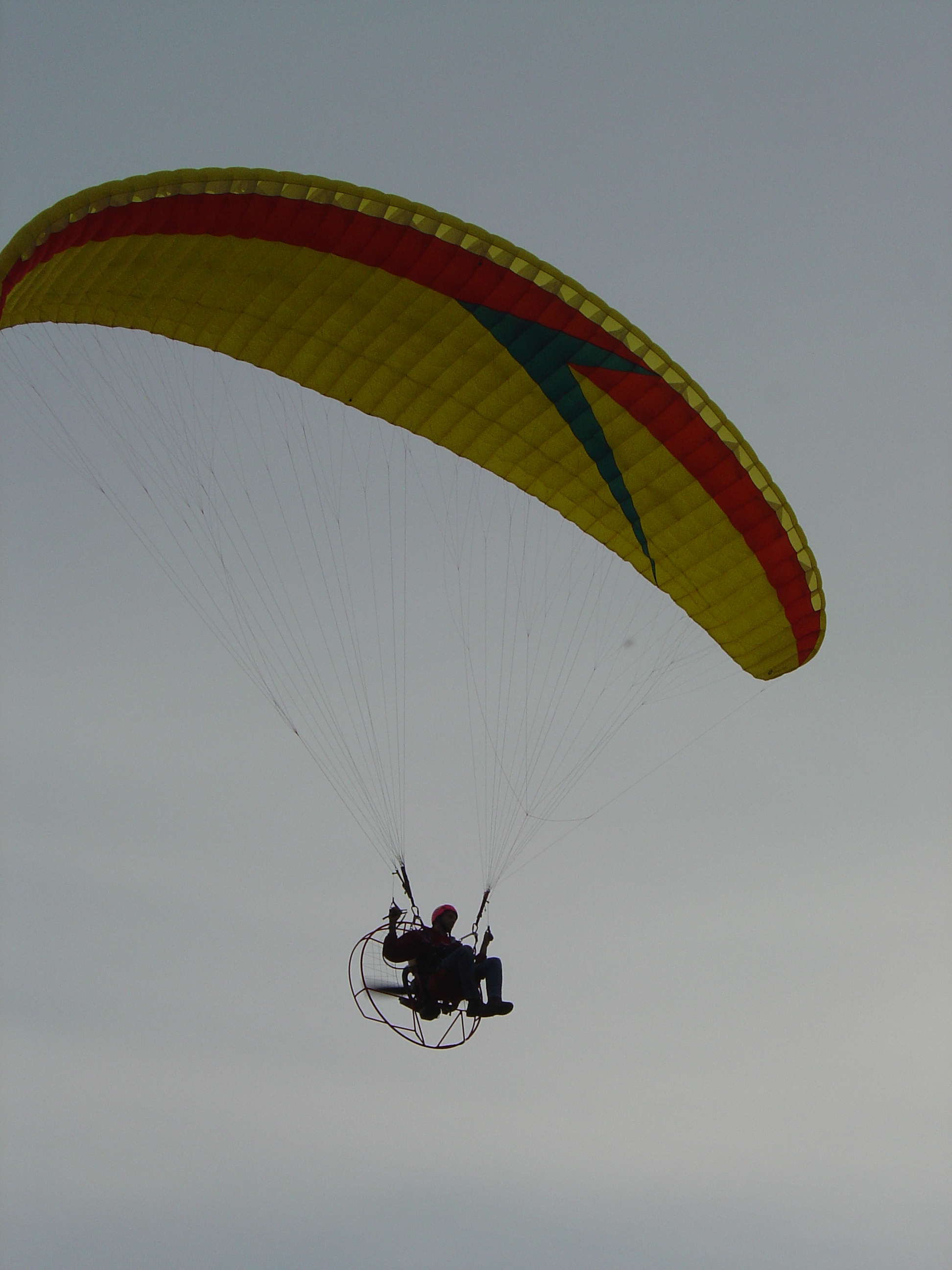
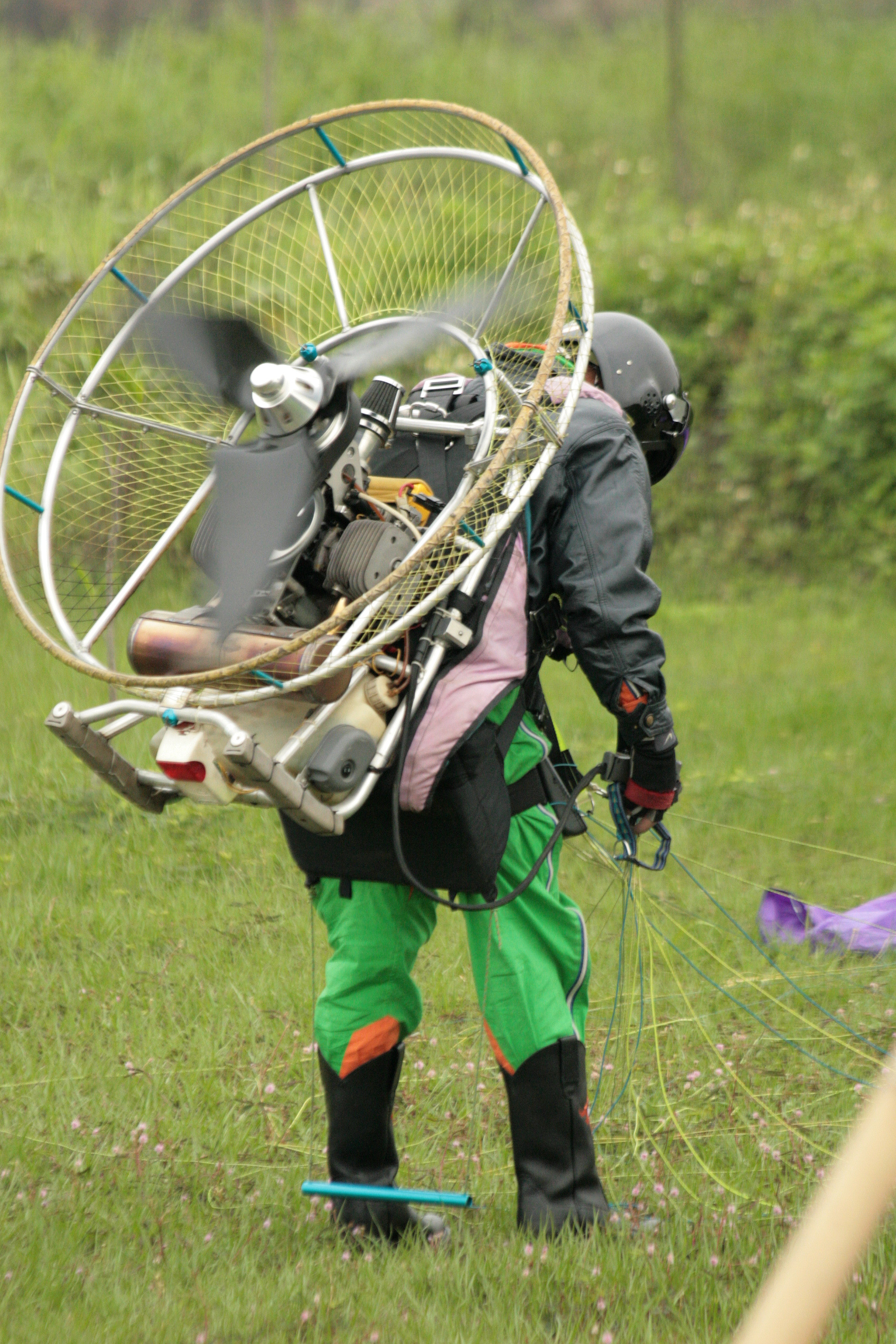
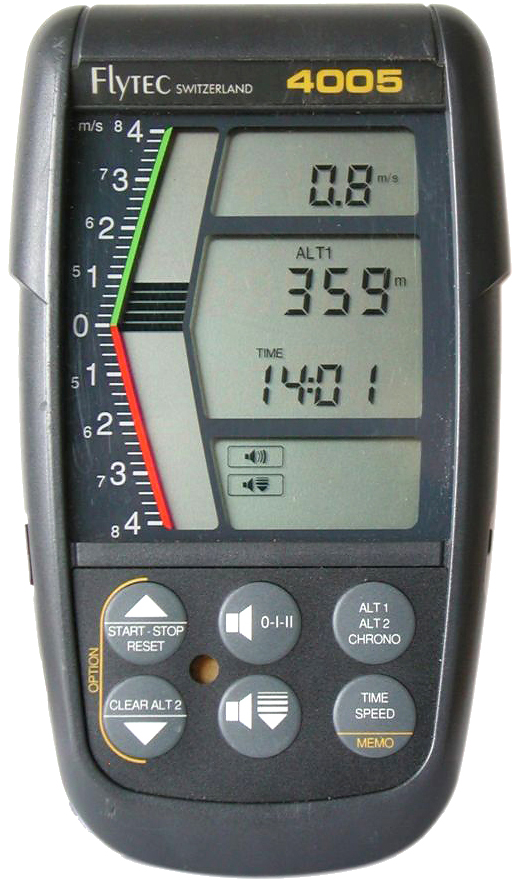
アルチバリオメーター